# Issake Daboré
Issake Daboré (n. 1940, Dingazi, Regiunea Tillabéri, Niger – d. 25 decembrie 2021, Niamey, Niger) a fost un boxer ce a reprezentat Niger, medaliat olimpic. A participat la 3 ediții ale Jocurilor Olimpice (1964, 1968, 1972) în care a câștigat o medalie de bronz.